# Södra Värmlands kontrakt
Södra Värmlands kontrakt är ett kontrakt i Karlstads stift inom Svenska kyrkan.
Kontraktskoden är 0909.

## Administrativ historik
Kontraktet bildades 1 april 2015 av församlingar som ingått i Domprosteriet och Nors kontrakt:
från Domprosteriet
- Boda församling
- Forshaga-Munkfors församling
- Frykeruds församling
- Grava församling
- Hammarö församling
- Stora Kils församling

från Nors kontrakt
- Ed-Borgviks församling
- Grums församling
- Nor-Segerstads församling
- Värmskogs församling